# Matthaeus Greuter
Matthaeus Greuter (ou Matteo, Matthieu, Matthäus, Greiter ; Strasbourg, 1564 - Rome, 1638) est un peintre et un graveur allemand qui a travaillé à Rome.

## Biographie
Greuter travailla d'abord en France, à Avignon et à Lyon.
En 1606, il partit à Rome, où il produisit des œuvres pour le cardinal Scipione Borghese, pour le pape Paul V, pour l'Académie des Lyncéens et pour le pape Urbain VIII.
Son fils Johann Friedrich (Strasbourg 1590 - Rome 1662) fut son élève et poursuivit l'activité de graveur de son père à Rome, illustrant divers ouvrages par des reproductions d'œuvres de différents artistes.

## Œuvres

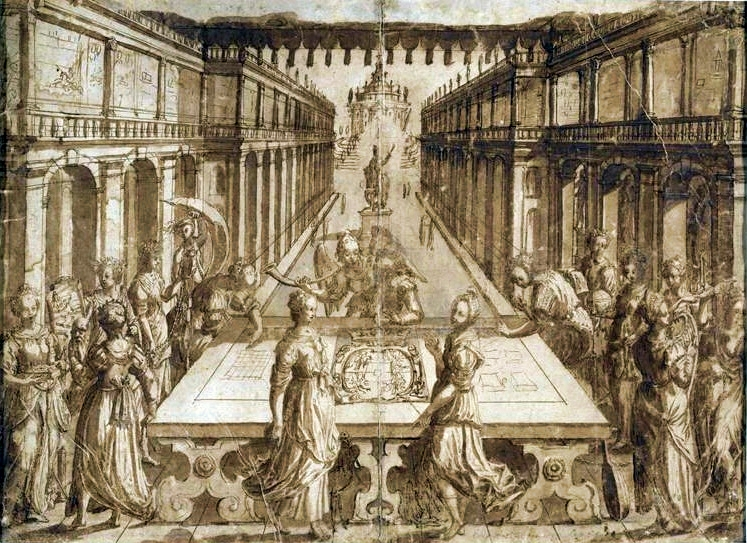
Les sept arts libéraux honorant les armes du roi de Pologne (1605)

- Plans de Frascati et des villes alentour (1620)
- Melissographia et Apiarium (1625)
- Plans de Rome (1638)
- Carte d'Italie en 12 feuillets (1630)
- Mappemonde (1632)
- Carte du ciel (1636)